# Sydafrikanska viner
Sydafrika är tillsammans med ett antal andra vinländer utanför Europa en del av det som brukar kallas Nya världen. Detta är vinländer som på allvar börjat utmana traditionella stormakter i konsten att skapa bra vin. Sydafrika är definitivt ett sådant land. Industrin har lyckats resa sig efter Apartheidperioden som bland annat innebar sanktioner mot vinindustrin i landet och nu är landet i allra högsta grad ett framtidsland i vinvärlden.

## Historik

Sydafrika

Sydafrikas vinindustri startade på dagen den 2 februari 1659. Anledningen till att detta kan sägas med sådan exakthet är att Jan van Riebeeck i sin dagbok noterade den första pressningen av druvor från området runt Kapstaden och detta betraktas allmänt som den sydafrikanska vinindustrins födelse. Därefter har vintillverkningen utvecklats i några olika områden (se vinregioner nedan) runt om i Sydafrika men det är alltså först efter apartheidperioden som industrin tagit fart på allvar då man fått möjlighet att exportera vin. Bland stora producenter kan KWV nämnas.

## Vinlagar
Klassificeringen i Sydafrika kallas WO, Wine of Origin. Denna ger garantier för vinets ursprung, årgång och druva. I vin för export måste innehållet vara angiven druvsort till minst 85%. Ursprungsgaranti ges också med en liten etikett fäst på flaskans hals, vanligtvis kallad busticket. Denna etikett är utformad med tre olika band: 
- - Blått är ursprunget (100% av druvorna från angivet distrikt)
  - Rött är årgången (75% av druvorna från angiven årgång)
  - Grönt är druvan (75% av druvorna av angiven sort, 85% för exportviner).

Det förekommer även att viner på etiketten anger Landgoed vilket är en garanti för att vinet kommer från den angivna vingården. Slutligen finns en guldetikett på vissa flaskor vilket anger klassen WOS, Wine of Origin Superior, vilket är den allra högsta klassen ett sydafrikanskt vin kan få.

## Druvsorter
Pinotage är Sydafrikas alldeles egen druva. Det är en blå druva som rönt en del uppmärksamhet. Druvan är ursprungligen en korsning mellan Pinot Noir och Cinsaut och den växer alltjämt i utbredning kanske beroende på sin ganska personliga stil. Annars har stora satsningar gjorts på internationella stordruvor som Cabernet Sauvignon, Shiraz, Merlot, Sauvignon Blanc och Chardonnay. Druvan Chenin Blanc, som i Sydafrika ibland kallas Steen, var tidigare en av de viktigaste druvorna, men har på senare år backat.

## Vinregioner
Vinproduktion sker framförallt i området Western Cape runt Kapstaden i Sydafrika. Det finns tre regioner:
- Coastal region vilket är Sydafrikas viktigaste region med distrikten Constantia, Stellenbosch (Sydafrikas främsta distrikt), Durbanville, Paarl & Swartland.
- Boberg region som främst producerar starkvin.
- Breede River Valley som bland annat innefattar distrikten Robertson och Worcester.

Dessutom finns det några ytterligare distrikt som inte ligger i några av de tre regionerna.